# سمك الكيدم الهلالي
سمك الكيدم الهلالي (الاسم العلمي: Thalassoma lunare) يعرف أيضًا بـ الكيدم القمري أو كيدم ذيل القيثارة، هو نوع من الأسماك المتواجدة في المحيط الهندي والمحيط الهادئ الغربي. يعيش هذا السمك تحديدًا في الشعاب المرجانية والمناطق المحيطة بها على عمق يتراوح من 1 إلى 20 مترًا (3.3 إلى 65.6 قدم)، ويعد من آكلات اللحوم حيث يميل إلى افتراس بيض الأسماك واللافقاريات الصغيرة التي تعيش على قاع البحر. يصل طول أسماك الكيدم الهلالي إلى 45 سم (18 بوصة)، وهو ذو أهمية قليلة بالنسبة لصيد الأسماك التجارية المحلية، ويمكن أن يوجد أيضًا في تجارة أحواض السمك.
تتميز الكيدمات الهلالية اليافعة بلونها الأزرق في النصف السفلي من جسمها، مع بقعة سوداء كبيرة على قاعدة الزعنفة الذيلية وبقعة سوداء صغيرة في منتصف الزعنفة الظهرية، وعندما تكبر تتحول البقعة الأخيرة إلى هلال أصفر حول الزعنفة الظهرية، ومن هنا جاء تسمية السمك بـ"الهلالي". يتميز الجسم باللون الأخضر مع حراشف بارزة، ويتراوح لون الرأس من الأزرق إلى الأحجواني على نمط رقعة الشطرنج المكسور.
يعد سمك الكيدم الهلالي نشطًا؛ حيث يُحكى أنه يتحرك طوال اليوم، كما أنه مناطقي؛ حيث يقوم بالعضّ والمطاردة والإزعاج للأسماك الأخرى التي تعترض طريقه.
كما يعد هذا السمك نهاري، ولديه رؤية قوية وحاسة شم جيدة أيضًا، ويبيت أثناء الليل في الأوكار تحت الصخور أو هياكل أخرى من هذا القبيل غالبًا، وقد يحفر مساحة تحت أحد الصخور إذا لزم الأمر، وذلك عن طريق السباحة مرارًا من خلال هذا الصخر - بدون عناء أو تعب - حتى تناسبه.
تعد الكيدمات الهلالية خنثى بالتتابع؛ حيث تلد كأنثى ثمّ في مرحلة ما من حياتها تتحوّل إلى ذكر في عملية تستغرق 10 أيام فقط. تعيش بعض هذه الأسماك في مجموعات تتألف من ذكر مهيمن وحريم من حوالي عشرة أسماك أغلبها أنثى وبعضها ذكر. يتميز الذكر المهيمن بأنه ملون بشكل أكثر إشراقًا، وفي كل أوقات المد المنخفض يتحول من اللون الأخضر إلى الأزرق، ويدخل في أحداث يتضمن هجومًا وعضًّا لجميع الأسماك الأخرى، وخلال فصل التزاوج وقبل وقت المد العالي، يتحول الذكر المهيمن إلى اللون الأزرق تمامًا، ويجتمع بجميع الإناث، وتبدأ نوبة السرء.
يمكن لسمك الكيدم الهلالي أن يعيش حتى عقد من الزمن (حوالي 10 سنوات) عند الاحتفاظ به في الحوض؛ حيث تكون حياته أقصر حالة العيش في الطبيعة المائية، وهو سمك له شعبيته في تجارة أحواض السمك بسبب صلابته وألوانه الزاهية وانخراطه في الأفعال السلوكية، وهو مشهور بقدرته على تحمل طفرات النتريت، وأكله للديدان عديدة الأشواك التي قد تكون آفة في الأحواض السمكية.

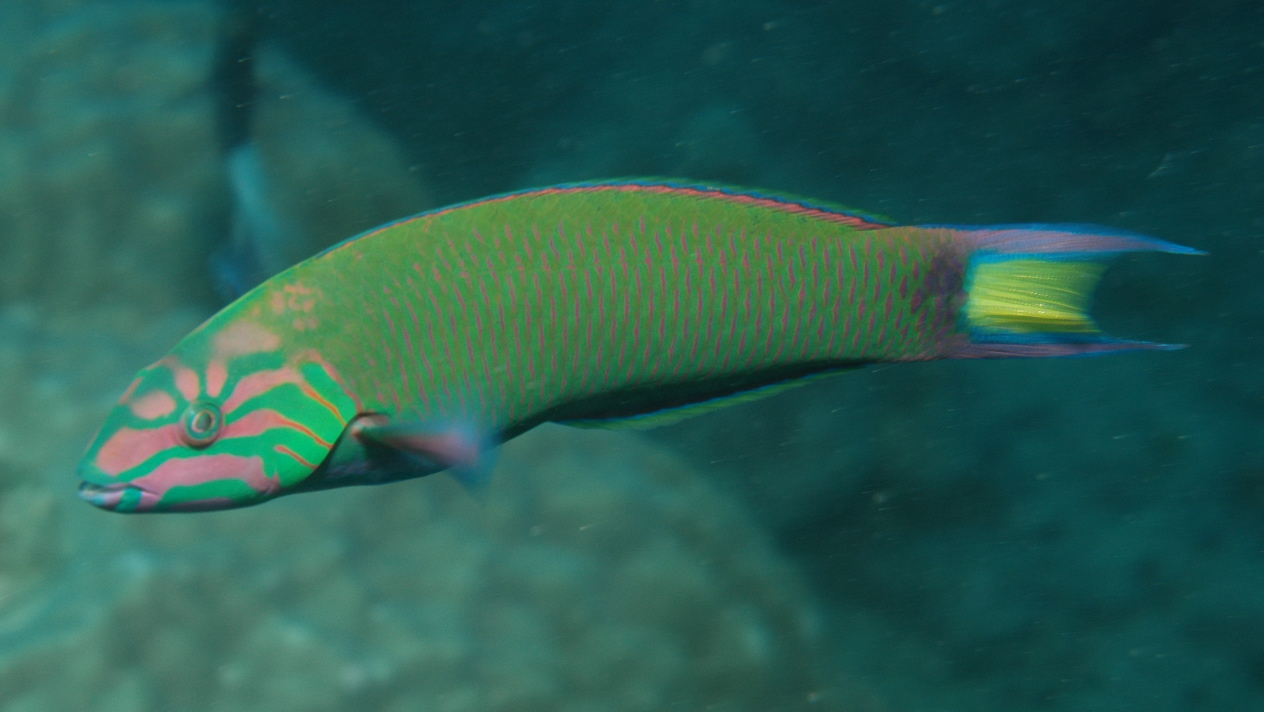
سمكة كيدم هلالية، التقطت في الحيد المرجاني العظيم بالقرب من كيرنز بأستراليا

## مؤلفات
- The New Encyclopedia of the Saltwater Aquarium, Greg Jennings, 2007.
- The Inspired Aquarium: Ideas and Instructions for Living with Aquariums, Senske, 2006.
- Under the seas, the Ecology of Australia's Rocky Reefs, Neil Andrew, 2000.